# Sarah El Haïry
Sarah El Haïry (Romorantin-Lanthenay, 16 maart 1989) is een Frans politica.
Op 21 juni 2017 verving zij Michel Ménard in het Frans parlement. Op 26 juli 2020 werd zij staatssecretaris, tot op 26 augustus 2020 haar parlementszetel beëindigd werd.
El Haïry studeerde aan de Universiteit van Nantes, en aan de Lycée Lyautey in Casablanca.
- Gemeinsame Normdatei: 1248329333
- Virtual International Authority File: 20164114447310050796